# Percy Radcliffe (homme politique)
Pour les articles homonymes, voir Radcliffe.
Ne doit pas être confondu avec Percy Radcliffe.
Percy Radcliffe (1916-1991) était un membre du Conseil législatif de l'île de Man, et Président du Conseil exécutif de 1971 à 1977 et de 1981 à 1985.  Il fut aussi président du bureau des finances dans les années 1970.